# Chrysotus choricus
Chrysotus choricus är en tvåvingeart som beskrevs av Wheeler 1890. Chrysotus choricus ingår i släktet Chrysotus och familjen styltflugor. Inga underarter finns listade i Catalogue of Life.